# جیک پاول در برابر مایک تایسون
جیک پاول در برابر مایک تایسون، یک مسابقه بوکس حرفه‌ای بین بوکسور و یوتیوبر، جیک پاول و قهرمان بلامنازع سابق سنگین‌وزن جهان، مایک تایسون بود. این مسابقه در ۱۵ نوامبر ۲۰۲۴ در ورزشگاه ای‌تی‌اندتی در آرلینگتون تگزاس برگزار و به صورت جهانی از نتفلیکس پخش شد. پاول، تایسون را با تصمیم متفق القول شکست داد.
اختلاف سنی ۳۱ ساله بین تایسون و پاول، بیشترین اختلاف سنی در تاریخ بوکس حرفه‌ای است.